# Манчестър (Ню Хампшър)
Вижте пояснителната страница за други значения на Манчестър.
Манчестър (на английски: Manchester) е най-големият град на щата Ню Хампшър в САЩ. Манчестър е с население от 107 007 жители (2000) и обща площ от 90,40 км² (34,90 мили²). Разположен е на 64 м (210 фута) надморска височина и получава статут на град през 1751 г.